# Andeville
Andeville település Franciaországban, Oise megyében. Lakosainak száma 3429 fő (2022. január 1.). Andeville Laboissière-en-Thelle, Esches, Méru és Mortefontaine-en-Thelle községekkel határos.

## Népesség
A település népességének változása:
| Lakosok száma | 3074 | 3161 | 3251 | 3227 | 3292 | 3286 | 3332 | 3380 | 3429 |
|               | 2013 | 2015 | 2016 | 2017 | 2018 | 2019 | 2020 | 2021 | 2022 |